# Polygenis occidentalis
Polygenis occidentalis är en loppart som först beskrevs av Cunha 1914.  Polygenis occidentalis ingår i släktet Polygenis och familjen Rhopalopsyllidae.

## Underarter
Arten delas in i följande underarter:
- P. o. occidentalis
- P. o. steganus